# جدول مباريات بطولة كأس العالم 2010
كرونولوجيا مباريات بطولة كأس العالم لكرة القدم 2010 .
جميع التوقيات حسب توقيت جنوب أفريقيا .
| اليوم             | الملعب والوقت                              | الدور أو المجموعة        | فريق 1              | نتيجة                             | فريق 2                      |           |
| ----------------- | ------------------------------------------ | ------------------------ | ------------------- | --------------------------------- | --------------------------- | --------- |
| الجمعة 11 يونيو   | ستاد البنك الوطني - جوهانسبرغ, 18:00       | المجموعة الأولى          | جنوب إفريقيا        | 1 – 1                             | المكسيك                     |           |
| الجمعة 11 يونيو   | ملعب كيب تاون - كيب تاون, 22:30            | المجموعة الأولى          | الأوروغواي          | 0 – 0                             | فرنسا                       |           |
| السبت 12 يونيو    | ملعب نيلسون مانديلا - بورت إليزابيث, 15:30 | المجموعة الثانية         | كوريا الجنوبية      | 2 – 0                             | اليونان                     |           |
| السبت 12 يونيو    | ملعب كوكا كولا بارك - جوهانسبرغ, 18:00     | المجموعة الثانية         | الأرجنتين           | 1 – 0                             | نيجيريا                     |           |
| السبت 12 يونيو    | ملعب رويال بافوكينغ - راستينبورج, 22:30    | المجموعة الثالثة         | إنجلترا             | 1 – 1                             | الولايات المتحدة            |           |
| الأحد 13 يونيو    | ملعب بيتر موجابا - بولوكوان, 15:30         | المجموعة الثالثة         | الجزائر             | 0 – 1                             | سلوفينيا                    |           |
| الأحد 13 يونيو    | ملعب لوفتوس فيرسفيلد - بريتوريا, 18:00     | المجموعة الرابعة         | صربيا               | 0 – 1                             | غانا                        |           |
| الأحد 13 يونيو    | ملعب الملك سنزانكاجونا - ديربان, 22:30     | المجموعة الرابعة         | ألمانيا             | 4 - 0                             | أستراليا                    |           |
| الأثنين 14 يونيو  | ستاد البنك الوطني - جوهانسبرغ, 15:30       | المجموعة الخامسة         | هولندا              | 2 – 0                             | الدنمارك                    |           |
| الأثنين 14 يونيو  | ملعب المنطقة الحرة - بلويمفونتاين, 18:00   | المجموعة الخامسة         | اليابان             | 1 – 0                             | الكاميرون                   |           |
| الأثنين 14 يونيو  | ملعب كيب تاون - كيب تاون, 22:30            | المجموعة السادسة         | إيطاليا             | 1 – 1                             | باراغواي                    |           |
| الثلاثاء 15 يونيو | ملعب رويال بافوكينغ - راستينبورج, 15:30    | المجموعة السادسة         | نيوزيلندا           | 1 – 1                             | سلوفاكيا                    |           |
| الثلاثاء 15 يونيو | ملعب نيلسون مانديلا - بورت إليزابيث, 18:00 | المجموعة السابعة         | ساحل العاج          | 0 – 0                             | البرتغال                    |           |
| الثلاثاء 15 يونيو | ملعب كوكا كولا بارك - جوهانسبرغ, 22:30     | المجموعة السابعة         | البرازيل            | 2 – 1                             | كوريا الشمالية              |           |
| الأربعاء 16 يونيو | ملعب موبومبيلا - نيلسبرويت, 15:30          | المجموعة الثامنة         | هندوراس             | 0 – 1                             | تشيلي                       |           |
| الأربعاء 16 يونيو | ملعب الملك سنزانكاجونا - ديربان, 18:00     | المجموعة الثامنة         | إسبانيا             | 0 – 1                             | سويسرا                      |           |
| الأربعاء 16 يونيو | ملعب لوفتوس فيرسفيلد - بريتوريا, 22:30     | المجموعة الأولى          | جنوب إفريقيا        | 0 – 3                             | الأوروغواي                  |           |
| الخميس 17 يونيو   | ستاد البنك الوطني - جوهانسبرغ, 15:30       | المجموعة الثانية         | الأرجنتين           | 4 – 1                             | كوريا الجنوبية              |           |
| الخميس 17 يونيو   | ملعب المنطقة الحرة - بلويمفونتاين, 18:00   | المجموعة الثانية         | اليونان             | 2 – 1                             | نيجيريا                     |           |
| الخميس 17 يونيو   | ملعب بيتر موجابا - بولوكوان, 22:30         | المجموعة الأولى          | فرنسا               | 0 – 2                             | المكسيك                     |           |
| الجمعة 18 يونيو   | ملعب نيلسون مانديلا - بورت إليزابيث, 15:30 | المجموعة الرابعة         | ألمانيا             | 0 – 1                             | صربيا                       |           |
| الجمعة 18 يونيو   | ملعب كوكا كولا بارك - جوهانسبرغ, 18:00     | المجموعة الثالثة         | سلوفينيا            | 2 – 2                             | الولايات المتحدة            |           |
| الجمعة 18 يونيو   | ملعب كيب تاون - كيب تاون, 22:30            | المجموعة الثالثة         | إنجلترا             | 0 – 0                             | الجزائر                     |           |
| السبت 19 يونيو    | ملعب الملك سنزانكاجونا - ديربان, 15:30     | المجموعة الخامسة         | هولندا              | 1 – 0                             | اليابان                     |           |
| السبت 19 يونيو    | ملعب رويال بافوكينغ - راستينبورج, 18:00    | المجموعة الرابعة         | غانا                | 1 – 1                             | أستراليا                    |           |
| السبت 19 يونيو    | ملعب لوفتوس فيرسفيلد - بريتوريا, 22:30     | المجموعة الخامسة         | الكاميرون           | 1 – 2                             | الدنمارك                    |           |
| الأحد 20 يونيو    | ملعب المنطقة الحرة - بلويمفونتاين, 15:30   | المجموعة السادسة         | سلوفاكيا            | 0 – 2                             | باراغواي                    |           |
| الأحد 20 يونيو    | ملعب موبومبيلا - نيلسبرويت, 18:00          | المجموعة السادسة         | إيطاليا             | 1 – 1                             | نيوزيلندا                   |           |
| الأحد 20 يونيو    | ستاد البنك الوطني - جوهانسبرغ, 22:30       | المجموعة السابعة         | البرازيل            | 3 – 1                             | ساحل العاج                  |           |
| الأثنين 21 يونيو  | ملعب كيب تاون - كيب تاون, 15:30            | المجموعة السابعة         | البرتغال            | 7 – 0                             | كوريا الشمالية              |           |
| الأثنين 21 يونيو  | ملعب نيلسون مانديلا - بورت إليزابيث, 18:00 | المجموعة الثامنة         | تشيلي               | 1 – 0                             | سويسرا                      |           |
| الأثنين 21 يونيو  | ملعب كوكا كولا بارك - جوهانسبرغ, 22:30     | المجموعة الثامنة         | إسبانيا             | 2 – 0                             | هندوراس                     |           |
| الثلاثاء 22 يونيو | ملعب رويال بافوكينغ - راستينبورج, 18:00    | المجموعة الأولى          | المكسيك             | 0 – 1                             | الأوروغواي                  |           |
| الثلاثاء 22 يونيو | ملعب المنطقة الحرة - بلويمفونتاين, 18:00   | المجموعة الأولى          | فرنسا               | 1 – 2                             | جنوب إفريقيا                |           |
| الثلاثاء 22 يونيو | ملعب الملك سنزانكاجونا - ديربان, 22:30     | المجموعة الثانية         | نيجيريا             | 2 – 2                             | كوريا الجنوبية              |           |
| الثلاثاء 22 يونيو | ملعب بيتر موجابا - بولوكوان, 22:30         | المجموعة الثانية         | اليونان             | 0 – 2                             | الأرجنتين                   |           |
| الأربعاء 23 يونيو | ملعب نيلسون مانديلا - بورت إليزابيث, 18:00 | المجموعة الثالثة         | سلوفينيا            | 0 – 1                             | إنجلترا                     |           |
| الأربعاء 23 يونيو | ملعب لوفتوس فيرسفيلد - بريتوريا, 18:00     | المجموعة الثالثة         | الولايات المتحدة    | 1 – 0                             | الجزائر                     |           |
| الأربعاء 23 يونيو | ستاد البنك الوطني - جوهانسبرغ, 22:30       | المجموعة الرابعة         | غانا                | 0 – 1                             | ألمانيا                     |           |
| الأربعاء 23 يونيو | ملعب موبومبيلا - نيلسبرويت, 22:30          | المجموعة الرابعة         | أستراليا            | 2 – 1                             | صربيا                       |           |
| الخميس 24 يونيو   | ملعب كوكا كولا بارك - جوهانسبرغ, 18:00     | المجموعة السادسة         | سلوفاكيا            | 3 – 2                             | إيطاليا                     |           |
| الخميس 24 يونيو   | ملعب بيتر موجابا - بولوكوان, 18:00         | المجموعة السادسة         | باراغواي            | 0 – 0                             | نيوزيلندا                   |           |
| الخميس 24 يونيو   | ملعب رويال بافوكينغ - راستينبورج, 22:30    | المجموعة الخامسة         | الدنمارك            | 1 – 3                             | اليابان                     |           |
| الخميس 24 يونيو   | ملعب كيب تاون - كيب تاون, 22:30            | المجموعة الخامسة         | الكاميرون           | 1 – 2                             | هولندا                      |           |
| الجمعة 25 يونيو   | ملعب الملك سنزانكاجونا - ديربان, 18:00     | المجموعة السابعة         | البرتغال            | 0 – 0                             | البرازيل                    |           |
| الجمعة 25 يونيو   | ملعب موبومبيلا - نيلسبرويت, 18:00          | المجموعة السابعة         | كوريا الشمالية      | 0 – 3                             | ساحل العاج                  |           |
| الجمعة 25 يونيو   | ملعب لوفتوس فيرسفيلد - بريتوريا, 22:30     | المجموعة الثامنة         | تشيلي               | 1 – 2                             | إسبانيا                     |           |
| الجمعة 25 يونيو   | ملعب المنطقة الحرة - بلويمفونتاين, 22:30   | المجموعة الثامنة         | سويسرا              | 0 – 0                             | هندوراس                     |           |
| السبت 26 يونيو    | ملعب نيلسون مانديلا - بورت إليزابيث, 18:00 | دور الستة عشر - مباراة 1 | الأوروغواي          | 2 – 1                             | كوريا الجنوبية              |           |
| السبت 26 يونيو    | ملعب رويال بافوكينغ - راستينبورج, 22:30    | دور الستة عشر - مباراة 3 | الولايات المتحدة    | 1 – 2                             | غانا                        |           |
| الأحد 27 يونيو    | ملعب المنطقة الحرة - بلويمفونتاين, 18:00   | دور الستة عشر - مباراة 4 | ألمانيا             | 4 – 1                             | إنجلترا                     |           |
| الأحد 27 يونيو    | ستاد البنك الوطني - جوهانسبرغ, 22:30       | دور الستة عشر - مباراة 2 | الأرجنتين           | 3 – 1                             | المكسيك                     |           |
| الأثنين 28 يونيو  | ملعب الملك سنزانكاجونا - ديربان, 18:00     | دور الستة عشر - مباراة 5 | هولندا              | 2 – 1                             | سلوفاكيا                    |           |
| الأثنين 28 يونيو  | ملعب كوكا كولا بارك - جوهانسبرغ, 22:30     | دور الستة عشر - مباراة 7 | البرازيل            | 3 – 0                             | تشيلي                       |           |
| الثلاثاء 29 يونيو | ملعب لوفتوس فيرسفيلد - بريتوريا, 18:00     | دور الستة عشر - مباراة 6 | باراغواي            | 0 – 0 (aet) (5 – 3 ركلات الترجيح) | اليابان                     |           |
| الثلاثاء 29 يونيو | ملعب كيب تاون - كيب تاون, 22:30            | دور الستة عشر - مباراة 8 | إسبانيا             | 1 – 0                             | البرتغال                    |           |
| الأربعاء 30 يونيو | راحة                                       | راحة                     | راحة                | راحة                              | راحة                        | راحة      |
| الخميس 1 يوليو    | راحة                                       | راحة                     | راحة                | راحة                              | راحة                        | راحة      |
| الجمعة 2 يوليو    | 16:00                                      | ملعب نيلسون مانديلا      | الدور الربع النهائي | هولندا                            | 2 – 1                       | البرازيل  |
| الجمعة 2 يوليو    | 20:30                                      | ستاد سوكر سيتي           | الدور الربع النهائي | الأوروغواي                        | 1 – 1 (4 – 2 ركلات ترجيحية) | غانا      |
| السبت 3 يوليو     | 16:00                                      | ملعب كيب تاون            | الدور الربع النهائي | الأرجنتين                         | 0 – 4                       | ألمانيا   |
| السبت 3 يوليو     | 20:30                                      | ملعب إليس بارك           | الدور الربع النهائي | باراغواي                          | 0 – 1                       | إسبانيا   |
| الأحد 4 يوليو     | راحة                                       | راحة                     | راحة                | راحة                              | راحة                        | راحة      |
| الاثنين 5 يوليو   | راحة                                       | راحة                     | راحة                | راحة                              | راحة                        | راحة      |
| الثلاثاء 6 يوليو  | 20:30                                      | ملعب كيب تاون            | الدور النصف النهائي | الأوروغواي                        | 2 – 3                       | هولندا    |
| الأربعاء 7 يوليو  | 20:30                                      | ملعب الملك سنزانكاجونا   | الدور النصف النهائي | ألمانيا                           | 0 – 1                       | إسبانيا   |
| الخميس 8 يوليو    | Rest days                                  | Rest days                | Rest days           | Rest days                         | Rest days                   | Rest days |
| الجمعة 9 يوليو    | Rest days                                  | Rest days                | Rest days           | Rest days                         | Rest days                   | Rest days |
| السبت 10 يوليو    | 20:30                                      | ملعب نيلسون مانديلا      | المركز الثالث       | الأوروغواي                        | 2 – 3                       | ألمانيا   |
| الأحد 11 يوليو    | 20:30                                      | ستاد سوكر سيتي           | النهائي             | هولندا                            | 0 – 1                       | إسبانيا   |